# Agnès Brard
Agnès Brard – francuska wspinaczka sportowa. Specjalizowała się we wspinaczce na czas oraz we wspinaczce klasycznej. Wicemistrzyni świata we wspinaczce sportowej w konkurencji na czas z 1991 roku.

## Kariera
W 1991 na 1. mistrzostwach świata w niemieckim Frankfurcie nad Menem wywalczyła srebrny medal we wspinaczce sportowej w konkurencji na czas, w finale przegrała z Belgijką Isabelle Dorsimond.

## Osiągnięcia

### Mistrzostwa świata
| Konkurencje  | 1991 |
| Prowadzenie  | 11   |
| Wsp. na czas | 2    |